# 徳本英一郎
徳本 英一郎（とくもと えいいちろう、1981年10月1日 - ）は、日本の男性声優。広島県出身。フリー。

## 経歴
2011年9月30日、約6年間所属していたトリトリオフィスを退所し、フリーランスで約1年間活動。
2012年9月1日、この年に新規設立したばかりのネヴァーランド・アーツに所属。2018年11月1日付で声優部門のマネージメント業務がダーナ・ワークスに移管された。同事務所は担当マネージャーが独立して立ち上げた合同会社である。2019年11月30日、ダーナ・ワークスを退所。
2020年1月、新規設立のヴイ・フォークに所属。所属後1年で退所し、2021年1月4日よりフリーランスでの活動となる。
現在は役者業だけでなく、専門学校講師、個別講師、音響監督など裏方での活動も行っている。

## 出演
太字はメインキャラクター。

### テレビアニメ
2010年
- Angel Beats!（松下）
- スーパーロボット大戦OG -ジ・インスペクター-（2010年 - 2011年、イスルギ社員、研究者C、DCパイロットA、コロニー統合軍バイロットB）
- それでも町は廻っている（浅井孝介、城嶋悟）
- 爆丸バトルブローラーズ ニューヴェストロイア（バルカン）

2011年
- 銀魂'（2011年 - 2013年、忍者、ヤクザC、オタクB、悪魔A、男 / 舞蔵〈過去〉 他）
- 電波女と青春男（TV男性B、善治、焼き鳥屋）
- DOG DAYS（ガレット兵、敵戦士B、兵士、父親、シンクの父 他）
- バカとテストと召喚獣にっ!（布施先生、司会、生徒）
- BLOOD-C（町の住民）
- フリージング（軍人C）
- 変ゼミ（男B氏）
- 真剣で私に恋しなさい!!（メム）

2012年
- アルカナ・ファミリア -La storia della Arcana Famiglia-（スリA、ロロ）
- ココロコネクト（青木の父、男子生徒、男、伊藤、不良）
- 新世界より
- ソードアート・オンライン（軍の兵士）
- ひだまりスケッチ×ハニカム（テリー）

2013年
- 蒼き鋼のアルペジオ -アルス・ノヴァ-
- 宇宙兄弟（2013年 - 2014年、新田カズヤ、司会者、アレクサンダー・ニコラス・フィリッポス・メディナカロス、NASA幹部B 他）
- カーニヴァル（燭の部下、SP）
- ガリレイドンナ（作業員、警官、レオナルド、男の記者、キャスター、通信の声）
- 銀河機攻隊 マジェスティックプリンス
- 銀の匙 Silver Spoon（登和里英策）
- DEVIL SURVIVOR2 the ANIMATION（オーガ、研究員A、隊員、研究員、ハッカー、シヴァ、サタン）
- ブラッドラッド（冬実父、執事）
- 夜桜四重奏 〜ハナノウタ〜（大工）

2014年
- 暁のヨナ（2014年 - 2015年、賓客、守備兵、衛兵、風の部族、里人、トク 他）
- 桜Trick（園田家父）
- 人生相談テレビアニメーション「人生」（イメージ祖父、先生）
- DRAMAtical Murder（羽賀）
- ハマトラ シリーズ
  - ハマトラ（ゲイ、テロリスト、レポーター）
  - Re:␣ ハマトラ（増本、寮官A、鑑識）

- Persona4 the Golden ANIMATION（司会者〈アセトアルデヒド坂井〉、刑事A）
- 黒執事 Book of Murder（グリムズビー・キーン）

2015年
- 暗殺教室（2015年 - 2016年、男B、車内アナウンス、律の開発者、糸成の父、トシ 他） - 2シリーズ
- カードファイト!! ヴァンガードG（ドッグトレーナー）
- Charlotte（暗視スコープ男、マッチョ男 ※ノンクレジット）
- すべてがFになる THE PERFECT INSIDER
- Dance with Devils（警官A、教師、マフィア、エクソシスト）
- デュラララ!!×2（2015年 - 2016年、金本、四木の部下、男、池袋の声、看守 他） - 3シリーズ
- 乱歩奇譚 Game of Laplace（活動家、奴隷A、キャスター、過激派A、模倣犯 他

2016年
- アクティヴレイド -機動強襲室第八係-（男）
- うたの☆プリンスさまっ♪ マジLOVEレジェンドスター（藤川）
- 学戦都市アスタリスク 2nd SEASON（宋然）
- ダンガンロンパ3 -The End of 希望ヶ峰学園- 希望編（エージェント）
- ダンガンロンパ3 -The End of 希望ヶ峰学園- 絶望編（教師）
- 91Days（案内係、男、部下、ジャンニ、ガンゾの部下）
- ハルチカ 〜ハルタとチカは青春する〜（体育教師、浜松シンフォニー団員B）
- 舟を編む（アナウンス）
- 文豪ストレイドッグス（ジェームズ・L）
- PERSONA5 the Animation -THE DAY BREAKERS-（南原）
- マギ シンドバッドの冒険（パルデビア将軍、隊長）
- 魔法少女育成計画（室田昇一）

2017年
- 青の祓魔師 京都不浄王篇（祓魔師）
- サクラクエスト（辰爺、柿村）
- Re:CREATORS（官僚）
- 魔法陣グルグル（武器屋、盗賊C）
- アクションヒロイン チアフルーツ（チアフリストC）
- 血界戦線 & BEYOND（ギャレット）
- キノの旅 -the Beautiful World- the Animated Series（住人B、副署長、シェフE）
- 結城友奈は勇者である -鷲尾須美の章-
- アイドルマスター SideM（記者）
- わしも（町の人、恐竜）

2018年
- グランクレスト戦記（魔法師、ソロン・ダラーラス）
- クラシカロイド（フクオカの男性）
- たくのみ。（社員C）
- 斉木楠雄のΨ難（老人A、雲方定治）
- PERSONA5 the Animation（2018年 - 2019年、公安A、裁判官、バレー部員C、山内、真の父、双葉の伯父〈一色葉司〉 他） - 1シリーズ + 特別編2作品
- ヒナまつり（後藤）
- ガンダムビルドダイバーズ（ロンメル隊隊員）
- 覇穹 封神演義（文官、霊宝大法師）
- ゴールデンカムイ（厩務員）
- ピアノの森（2018年 - 2019年、パヴラス） - 2シリーズ
- Back Street Girls -ゴクドルズ-（ディレクター）
- ブラッククローバー（2018年 - 2021年、オーヴェン、魔導士）
- となりの吸血鬼さん（吸血鬼父）
- とある魔術の禁書目録III（ミュッセ）

2019年
- えんどろ〜!（老人）
- 荒野のコトブキ飛行隊（黒マスク、護衛隊副隊長、司書、市長）
- フルーツバスケット（校長先生）
- 慎重勇者〜この勇者が俺TUEEEくせに慎重すぎる〜（マルス神父）
- 歌舞伎町シャーロック（田中宇宙）
- バビロン（岩国秋弘）
- あひるの空（ゲン）
- 食戟のソーマ 神ノ皿（男性）

2020年
- ID:INVADED イド:インヴェイデッド（捜査一課長）
- 富豪刑事 Balance:UNLIMITED（無線の声）
- 天晴爛漫!（牢屋敷親分）
- シャドウバース（ルシアの叔父、プレイヤー）
- 神様になった日（小金山久春、天願取り巻き）

2021年
- プレイタの傷（ダスク、訓練員）
- 蜘蛛ですが、なにか?
- 平穏世代の韋駄天達（敵兵士、デバン・コレダーケ）

2022年
- かぎなど（松下）

### 劇場アニメ
2011年
- ハートの国のアリス 〜Wonderful Wonder World〜

2012年
- おおかみこどもの雨と雪

2013年
- 劇場版 銀魂 完結篇 万事屋よ永遠なれ（チンピラA）
- PERSONA3 THE MOVIE #1 Spring of Birth（チンピラC）

2014年
- 宇宙兄弟#0（ランチディレクター）

2015年
- 劇場版 蒼き鋼のアルペジオ -アルス・ノヴァ- DC / Cadenza - 2作品
- デジモンアドベンチャー tri. 第1章「再会」
- バケモノの子

2016年
- PERSONA3 THE MOVIE #4 Winter of Rebirth（不良）

2017年
- 虐殺器官
- 結城友奈は勇者である -鷲尾須美の章- 第3章「やくそく」
- 交響詩篇エウレカセブン ハイエボリューション1（看護師）

2018年
- 劇場版 七つの大罪 天空の囚われ人（天翼人）
- モンスターストライク THE MOVIE ソラノカナタ（パーソナリティ）

2019年
- 劇場版 幼女戦記（兵士）
- HELLO WORLD（研究員）

### OVA
- 変ゼミ（2010年）
- かってに改蔵（2011年、吐鬼女喜総長、男子A）
- OVAの中に1人、妹がいる!（2013年、店主）
- 黒執事 Book of Murder（2014年、グリムズビー・キーン）
- マギ シンドバッドの冒険（2014年、パルテビア将軍、隊長）※単行本3・4巻OVA付き特別版
- 暁のヨナ（2015年、白龍の里人）※コミックス第19巻オリジナルアニメDVD付限定版
- 『デュラララ!!×2 結』外伝!? 第19.5話「デュフフフ!!」（2016年、チンピラ）
- ゴールデンカムイ（2018年 - 2020年、日泥の手下たち、エカシ） - コミックス第15巻・第23巻アニメDVD同梱版

### Webアニメ
- 猫ラーメン（2009年、ナレーション）
- 女子高生信長ちゃん!!（2012年、信玄先生）
- モンスターストライク（2018年 - 2019年、コブリン、天使兵、サイザリー兵）
- ケンガンアシュラ（2019年 - 2023年、山本小石[19]、淀江、呉堀雄[19]、飯田正[19]、後田武郎[19]、虎王山忍 他） - 3シリーズ[一覧 1]
- 攻殻機動隊 SAC 2045（2020年、スパイ、支店長）

### ゲーム
2008年
- sweet pool（青島）

2009年
- SHADOW COMPLEX（ミスタースウィート 他）
- Nega0（パパ）

2010年
- うたの☆プリンスさまっ♪
- 爆丸バトルブローラーズDS DEFENDERS OF THE CORE（バルカン）
- ひまわり -Pebble in the Sky- Portable（テロリスト羽芝 他）

2011年
- いざ、出陣!恋戦（片倉景綱〈小十郎〉）

2012年
- PhaseD 白影の章 / 朱姫の章（久世昭吾） - 2作品

2013年
- ソードアート・オンライン-インフィニティ・モーメント-

2014年
- アルカナ・ファミリア コレツィオーネ!（クラウディオ）
- ソードアート・オンライン -ホロウ・フラグメント-
- ぷよぷよ!!クエスト（2014年 - 2022年、ブラックタイガー、ハマル）

2015年
- 憂世ノ志士・憂世ノ浪士（坂本龍馬 / 男主人公B、沖田芳次郎 / 男主人公B） - 2作品
- ソードアート・オンライン -ロスト・ソング-
- Angel Beats! -Operation Wars- / -1st beat-（松下） - 2作品

2016年
- 暗殺教室 アサシン育成計画!!（ビッチの手下）

2017年
- ニューダンガンロンパV3 みんなのコロシアイ新学期（クラスメイト）
- アクセル・ワールド VS ソードアート・オンライン 千年の黄昏
- ソードアート・オンライン インテグラル・ファクター（主人公ボイス）

2018年
- 銀魂乱舞（六転舞蔵〈若い頃〉）
- ソードアート・オンライン フェイタルバレット（主人公アバター）

2020年
- ソードアート・オンライン アリシゼーション リコリス

2023年
- BLUE PROTOCOL

### ドラマCD
- Are you Alice? Unbirday
- Lamento〜BEYOND THE VOID〜Drama CD Rhapsody to the past（フラウドの父）
- 神々の午睡（ライシ）
- ひぐらしのなく頃に解 皆殺し編（園崎弁護士 他）
- Fate/Zero（アサシンA 他）
- FLESH & BLOOD シリーズ（操舵手A、獄吏、パストラーナ公爵）
- プリズムま〜じカル（巨大イカ）
- ボクたちオトコの娘 〜アイドルデビュー編〜（早瀬）
- まおゆう魔王勇者5 あの丘の向こうに 特装版 ドラマCD（王国軍中佐）
- 「雷神八系-ZANAM- ファム・ファタール 運命の女」CONCEPT CD内収録ショートドラマ 第0話「星の蒼さ」（2017年、チミー・神山・テンジン[31]）

### オーディオブック
- 影踏み（轟木初男）

### 吹き替え
- バッド・ティーチャー
- アウトロー（ウェズリー）
- アンフォゲッタブル 完全記憶捜査（エディ.ダル.ベロ）
- アンロック/陰謀のコード（ロムリー[32]）
- インパクト・アース（サム・ドレッサー〈リュー・テンプル〉）
- CROW4（戦士）
- グッバイマヌルー僕と妻のラブバトルー
- 建築学概論（主演・スンミン）「オム・テウン」
- 項羽と劉邦 King's War（龍且）
- 孔子の教え（魯定公）
- ザ・トーナメント（エディ）
- ズートピア（ミスター・オッタートン）
- スキャンダルー託された秘密ー（ビリー）
- ソロモン・ケーン（マラキ）
- バレット（ルイス）
- フーリガン2 プリズン・ブレイカーズ（テリー）
- ベイビー・メイク 私たちのしあわせ計画（ウェイド）
- ホームランド
- 未来警察
- ラスベガス シーズン3（ジンクス）
- レジェンド・オブ・フィスト 怒りの鉄拳（力石毅）
- レッド・スカイ（ウェブスター大佐〈ビル・プルマン〉）
- ロンドン・ブルバード（ラジュ）
- U-864 日本を目指したUボート（アリスの父）
- 凹凸世界（2019年、ヴィド[33]）
- キラー・マイクのきわどいニュース (クリントン, マック)

### ナレーション
- ウイルスバスター（トレンドマイクロweb pv）

### ラジオドラマ
- FM-TOKYO　リバーサイドカフェ（マスター・NA）
- 真夏のジュエリーボックス（大沢）
- ユキオが行く（ノブオ）

### 舞台
- オペラ ラ・ボエーム（新国立劇場）

### シリーズ一覧
1. ↑  シーズン1/パート1・2（2019年）、シーズン2/パート1（2023年）